# Frank Russell, 2º. Earl Russell
John Francis Stanley Russell, 2º conde Russell, conocido como Frank Russell (12 de agosto de 1865 - 3 de marzo de 1931), fue un noble, abogado y político británico, hermano mayor del filósofo Bertrand Russell, y nieto de John Russell, primer conde Russell, que fue dos veces primer ministro de Gran Bretaña. Hijo mayor del vizconde y la vizcondesa Amberley, Russell se hizo conocido por sus problemas matrimoniales, y fue condenado por bigamia ante la Cámara de los Lores en 1901, siendo el último par en ser condenado por un delito en un juicio por los Lores antes de que ese privilegio de la nobleza fuera abolido en 1948.
Russell fue criado por sus abuelos paternos después de que sus padres, poco convencionales, murieran jóvenes. Estaba descontento viviendo con sus abuelos, pero disfrutó de cuatro años felices en el Winchester College. Su formación académica se interrumpió repentinamente cuando fue expulsado del Balliol College de Oxford, probablemente porque las autoridades de ese centro sospechaban de la naturaleza de su relación con el futuro poeta Lionel Johnson, y él siempre se resintió por el trato recibido en Oxford. Después de pasar un tiempo en Estados Unidos, se casó con la primera de sus tres esposas, Mabel Edith Scott, en 1890. Los dos se separaron rápidamente, y en los años siguientes se produjeron enconados litigios en los tribunales, pero las restrictivas leyes inglesas de la época hicieron que no se produjera el divorcio. Russell fue elegido miembro del Consejo del Condado de Londres en 1895, donde ejerció hasta 1904. En 1899, acompañó a la que se convertiría en su segunda esposa, Mollie Somerville, a Nevada, donde ambos obtuvieron el divorcio, y se casaron, volviendo luego a Gran Bretaña para vivir como marido y mujer. Russell fue la primera celebridad que obtuvo el divorcio en Nevada, pero no fue reconocido por la ley inglesa, y en junio de 1901 fue detenido por bigamia. Se declaró culpable ante la Cámara de los Lores, y cumplió tres meses en Holloway, casándose después con Mollie según la ley inglesa. Obtuvo el indulto por el delito en 1911.
A partir de 1902, Russell hizo campaña a favor de la reforma de la ley de divorcio, utilizando su puesto hereditario como par en la Cámara de los Lores para defenderla, pero tuvo poco éxito. También hizo campaña en favor de los derechos de los automovilistas, y a menudo se encargó de defenderlos tras ser llamado a la abogacía en 1905, y en un momento dado tuvo la matrícula A 1. Su segundo matrimonio terminó tras enamorarse de la novelista Elizabeth von Arnim en 1914, y se casó con ella en 1916. La pareja se separó pronto, aunque no se divorció, y Elizabeth lo caricaturizó en su novela Vera, para enfado de él. Frank Russell ayudó a su hermano Bertrand cuando fue encarcelado por actividades antibélicas en 1918. Cada vez más alineado con el Partido Laborista, Russell recibió un cargo menor en el segundo gobierno de MacDonald en 1929, pero su carrera ministerial se vio truncada por su muerte en 1931. A pesar de sus logros, Frank Russell es poco conocido en comparación con su hermano y su abuelo, y sus dificultades matrimoniales le llevaron a ser apodado el "Conde Malvado".

## Primeros años
John Francis Stanley Russell nació el 12 de agosto de 1865 en Alderley Park, Cheshire. Fue el primer hijo de John Russell, vizconde de Amberley, el hijo mayor de John Russell, primer conde Russell. El conde fue primer ministro de Gran Bretaña en dos ocasiones,[a] y, al principio de su carrera, había sido arquitecto de la Ley de Reforma de 1832. En 1864, Amberley se casó con Katherine Louisa Stanley, hija menor de Edward Stanley, 2.º barón Stanley de Alderley, uniendo a dos prominentes familias whigs. Alderley Park fue la sede de la familia Stanley.

Poco convencionales para su época, los Amberley creían en el control de la natalidad, el feminismo, las reformas políticas entonces consideradas radicales (incluido el voto para las mujeres y las clases trabajadoras) y el amor libre, y vivían de acuerdo con sus ideales. Por ejemplo, al considerar injusto que Douglas Spalding, el tutor de su hijo Frank, permaneciera célibe, la vizcondesa invitó a Spalding a compartir su cama, con la aprobación de su marido. Los Amberley tuvieron dos hijos después de Frank, Rachel (nacida en 1868) y Bertrand (nacido en 1872). La familia vivió en la casa de Rodborough (cerca de Stroud), que pertenecía al padre del vizconde, y luego en Ravenscroft Hall, cerca de Trellech, donde a Frank se le permitía hacer lo que quisiera, incluso vagar por el campo. Sus padres habían perdido la fe religiosa y Frank no tenía que asistir a la iglesia. A los ocho años ya había leído, por placer, las obras completas de Sir Walter Scott, y comenzó su amor por la ciencia y la ingeniería asistiendo a las conferencias para niños de la Royal Society.

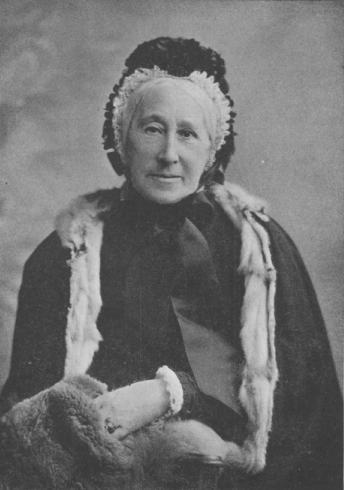
La abuela paterna de Frank Russell, Lady John Russell, en 1884

En diciembre de 1873, la familia viajó a Italia; durante el regreso, en mayo siguiente, Frank enfermó de difteria. Su madre le cuidó y se recuperó, pero en junio tanto ella como Rachel cayeron enfermas. La vizcondesa murió el 28 de junio y su hija cinco días después, lo que supuso un golpe para el vizconde del que nunca se recuperó. Murió el 9 de enero de 1876 a causa de una neumonía. En el testamento del vizconde se nombraba a T. J. Sanderson, un amigo de su época universitaria, y a Spalding como co-tutores de Frank y Bertrand. El conde y su esposa, Frances Russell, la condesa Russell (a menudo conocida como Lady John Russell) podrían haber aceptado a Sanderson, a pesar de que era (al igual que Spalding) un ateo, pero Spalding era de una clase social inferior y no era aceptable, sobre todo una vez que tuvieron la oportunidad de leer los documentos supervivientes de los Amberley y se enteraron de la naturaleza de su relación con la vizcondesa. El conde Russell y Lady John presentaron una demanda ante el Tribunal de Cancillería, y Sanderson y Spalding decidieron no luchar contra la demanda. Frank y Bertrand fueron puestos bajo la custodia de sus abuelos paternos, y dos de los hijos adultos de los Russell, Rollo y Agatha, también fueron co-tutores.
Esto hizo que Frank pasara de lo que más tarde llamó el "aire libre de Ravenscroft", donde podía pasearse a su antojo, a la casa de sus abuelos en Pembroke House, donde estaba estrechamente supervisado y confinado en los terrenos. El ambiente le resultaba sofocante Sí no se podía mencionar ningún tema considerado vulgar, y se le exigía ir a la iglesia y recibir educación religiosa. El conde tenía entonces más de 80 años, dos décadas más que su esposa, y pasaba muchas de sus horas de vigilia leyendo: la casa estaba dominada por Lady John, que empleaba un estricto código moral en la crianza de los niños. Frank no podía pasar mucho tiempo a solas con Bertrand, ya que se creía que era una mala influencia para su hermano menor, y Frank Russell escribió sobre Bertrand: "Hasta que fue a la Cambridge era un mojigato insoportable". Annabel Huth Jackson, amiga de ambos chicos, consideraba que Pembroke House era "un lugar inadecuado... para la educación de los niños". George Bernard Shaw, medio siglo más tarde, escribió a Frank su incredulidad por el hecho de que el niño no hubiera asesinado a su tío Rollo y quemado el lugar.

## Educación
Frank fue enviado a Cheam como interno en 1876. Se sentía más feliz en la escuela que en Pembroke Lodge. En sus memorias recordaba su indignación al ser tratado con el título de cortesía de su padre, vizconde Amberley, que ahora le correspondía como heredero del condado. Todavía estaba en Cheam cuando, en 1878, murió su abuelo, lo que convirtió a Frank en el segundo conde Russell.
Frank asistió entonces al Winchester College, de 1879 a 1883. Winchester se convirtió en su hogar espiritual, y expresó su reverencia por el colegio en su autobiografía. George Santayana, que sería amigo de Frank Russell durante mucho tiempo, describió Winchester como "el único lugar que amaba y el único lugar donde era amado". Frank se hizo brevemente piadoso durante su estancia en Winchester, llegando a ser confirmado por el Bishop of Winchester en noviembre de 1880. El conde huérfano fue acogido por su maestro de casa, el reverendo George Richardson, y su esposa Sarah. Era en Sarah Richardson en quien pensaba Santayana al hacer su declaración; más tarde defendió a Frank Russell cuando sus problemas matrimoniales llenaron los periódicos, y él quedó devastado por su muerte en 1909. En Winchester, Frank pasó cuatro de sus años más felices y adquirió muchos de los amigos que tendría en la vida adulta. Más o menos cuando Frank empezó a ir a Winchester, Frank y Bertrand empezaron a pasar tiempo con su abuela materna, Henrietta Stanley, baronesa Stanley de Alderley, a la que llegaron a querer mucho por ser mucho menos mojigata que Lady John. Frank encontró en la residencia londinense de Lady Stanley, en el 40 de Dover Street, un refugio de Pembroke House.

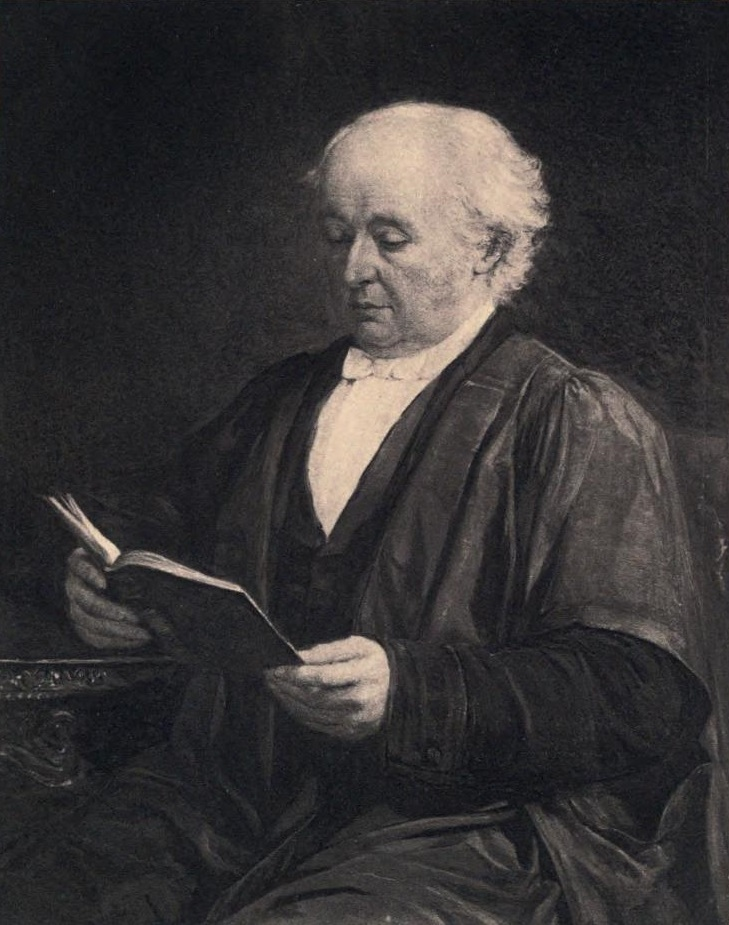
Benjamin Jowett

Fue en Winchester donde entabló amistad con el futuro poeta y crítico Lionel Johnson, al que describiría como "la mayor influencia de mi vida en Winchester". Fueron amigos en el último curso de Russell en Winchester, y Johnson visitó Pembroke House, pero la amistad no floreció realmente hasta que Russell subió al Balliol College, Oxford, en 1883. La pareja se escribió largas y serias cartas en las que exploraban asuntos espirituales y cuestiones de pecado y moralidad. En 1919 Russell publicó de forma anónima la parte de la correspondencia de Johnson como Algunas cartas de Winchester de Lionel Johnson.

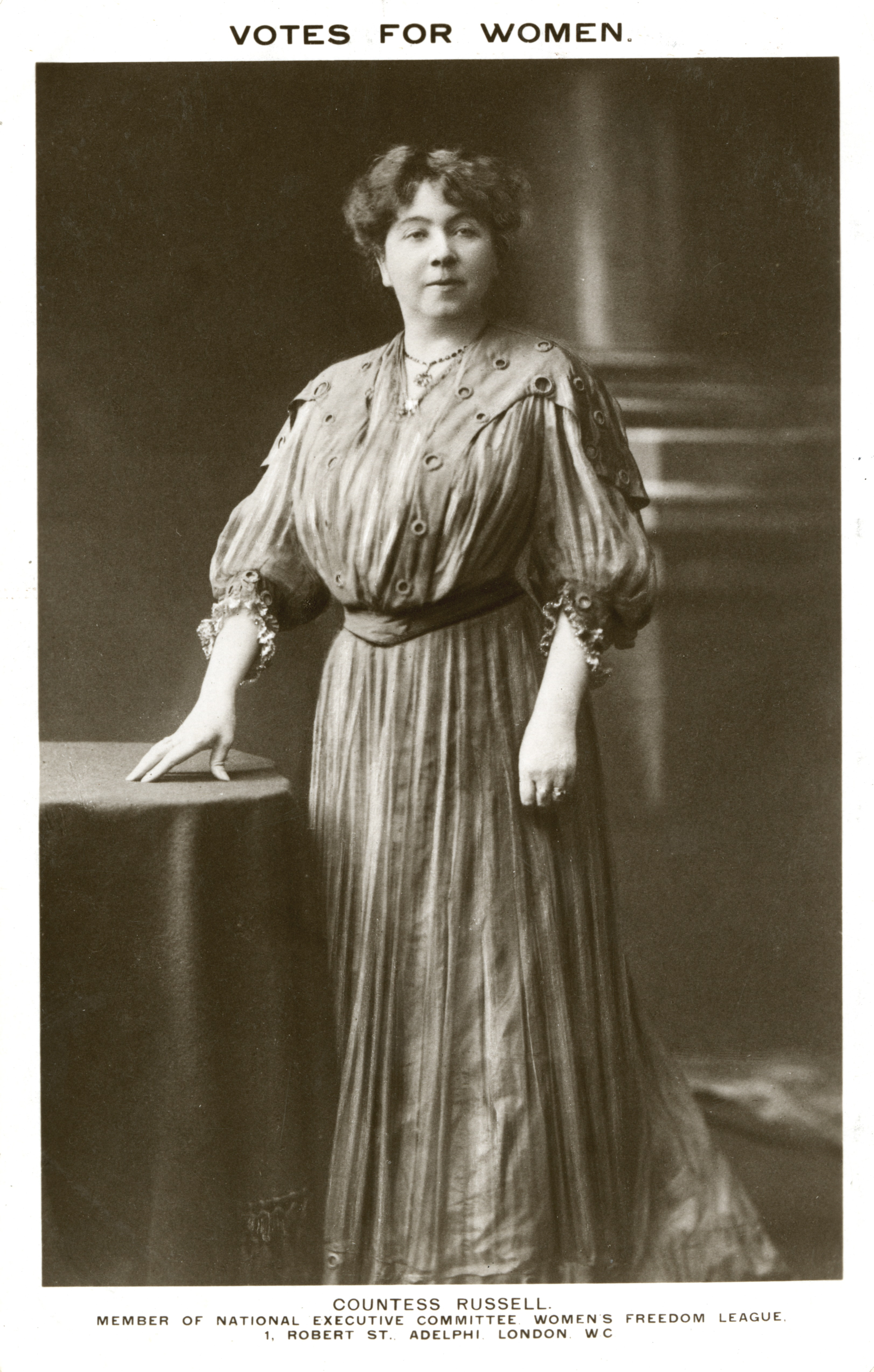
Mollie Russell, la segunda condesa Russell de Frank

## Publicaciones
- Sermones laicos (1902)
- Divorcio (1912)
- Algunas cartas de Winchester de Lionel Johnson (1919)
- Mi vida y aventuras (1923)

## Otras lecturas
- Anónimo. Los padres y abuelos de Russell. El sitio web de esta universidad tiene retratos del segundo conde Russell y lo describe como "ya bastante incontrolable, como lo demostraron más tarde sus turbulencias maritales y financieras" cuando vino a vivir con sus abuelos.
- Derham, Ruth. "La diversa carrera de escritura y oratoria de Frank Russell: una guía bibliográfica", Russell: Journal of Bertrand Russell Studies, 41 (2021): 62–76.
- Derham, Ruth. "Estudios bíblicos: Frank Russell y el libro de los libros", Russell: Journal of Bertrand Russell Studies 40 (2020): 43–51.
- Derham, Ruth. "Simpatía ideal: la amistad improbable de George Santayana y Frank, segundo conde Russell", oído en Sevilla 36 (2018): 12–25.
- Furneaux, Rupert. Probado por sus compañeros. Cassell, Londres, 1959. Se dedican dos capítulos a los juicios por bigamia, el de Elizabeth Chudleigh, duquesa de Kingston, y el del segundo conde Russell.

- Datos: Q336699
- Multimedia: Frank Russell, 2nd Earl Russell / Q336699